# Teo Gheorghiu
Teo Gheorghiu est un pianiste et acteur suisse né à Männedorf le 12 août 1992.
Il est l'acteur principal du film Vitus où il incarne son propre rôle de jeune pianiste virtuose.

## Biographie
Teo Gheorghiu est né le 12 août 1992 à Männedorf près de Zurich, d’un père roumain et d’une mère canadienne.

### Cinéma
En 2002, il participe au tournage du film Vitus (sorti en 2006) dans lequel il joue son propre rôle de jeune pianiste prodige.

### Musique
Teo Gheorghiu découvre le piano en 1996, à l'âge de 5 ans. Il étudie alors avec Daniel Höxter.
En 2001 il commence des études à la Purcell School (en) de Londres avec le pianiste William Fong,.
Parallèlement, il donne son premier concert en 2004 à la Tonhalle de Zurich où il interprète le concerto pour piano de Schumann. En mai 2007, son interprétation du concerto pour piano nº 2 de Rachmaninov, accompagné du Winterthur Orchestra à la Tonhalle de Zurich est particulièrement remarquée. Plus tard, il donne des concerts à Tokyo, Istanbul, Londres, Saint-Pétersbourg et Potsdam en 2008, et à Zurich, Gstaad, Harrogate, Bad Saarow, Bucarest, Bonn ainsi qu'en Chine et à Taïwan ou à l'ouverture du Festival international du film de Locarno en 2009.
En 2019, il participe à une tournée Jeunesses Musicales Canada en tournée au Québec, avec le concert Corps et Âme.

## Récompenses
Musique
En 2004, il remporte le premier prix au concours de piano international de Saint-Marin. Il termine également premier au concours de piano international Franz Liszt à Weimar en 2005.
Cinéma
En 2007, sa prestation dans Vitus est récompensée par un Undine Award (de) du meilleur acteur débutant, à Baden en Autriche,.

## Discographie
En avril 2009, il sort son premier disque intitulé « Piano concertos » chez Deutsche Grammophon où il joue le concerto pour piano n° 3 de Beethoven en do mineur op. 37 et le concerto pour piano de Schumann en la mineur op. 54, accompagné par le Musikkollegium Winterthur et dirigé par Douglas Boyd.